# Symphodus ocellatus

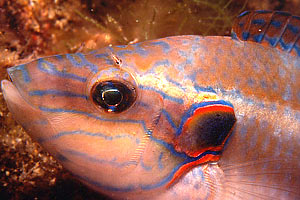
Particolare della macchia opercolare

Symphodus ocellatus (Forsskål, 1775), conosciuto comunemente come tordo ocellato è un pesce osseo marino appartenente alla famiglia Labridae.

## Distribuzione e habitat
Questa specie è diffusa nel Mar Mediterraneo, nel Mar Nero e nel Mare di Azov e, forse, in una ristretta zona dell'Oceano Atlantico orientale circostante lo stretto di Gibilterra. È comunissimo nei mari italiani.
Vive su fondali rocciosi poco profondi, gli individui giovanili si possono incontrare anche nelle praterie di Posidonia oceanica.

## Descrizione
L'aspetto è simile a quello degli altri comuni Symphodus mediterranei; in questa specie il profilo dorsale della testa presenta una leggera concavità nella regione frontale. Come negli altri membri del genere i caratteri della livrea sono essenziali per la determinazione ma questa è complicata dalla grande variabilità della colorazione, diversa tra i due sessi, nelle diverse stagioni e molto variabile anche da individuo a individuo. Sono evidenti due macchie, una grande e ovale con centro più scuro (ocello) sull'opercolo branchiale, l'altra scura, piccola, posizionata sul peduncolo caudale, lungo la linea laterale. L'ocello è di colore verde bordato di rosso vivo nel maschio e nero o blu scuro con bordo rosso più chiaro nelle femmine. Il colore di fondo è marrone o verdastro, verde vivo negli esemplari delle praterie. Al centro del fianco è quasi sempre presente una fascia scura orizzontale che talvolta è suddivisa in una serie di brevi barre verticali allineate; sopra la fascia scura si evidenzia di solito un'altra fascia chiara, spesso bianca. Durante il periodo riproduttivo il maschio assume una colorazione più accesa, talvolta con colore di fondo rosato o arancio, con punti e linee blu sulla parte inferiore della testa e la gola e linee ondulate rosse o blu-verdi che formano una raggiera con centro sull'occhio. Talvolta il colore può essere uniformemente giallo dorato o arancio con solo l'ocello e la macchietta sul peduncolo caudale.
Fino a circa 12 centimetri.

## Biologia
La longevità massima è di circa 5 anni.

### Riproduzione
La stagione riproduttiva si protrae per circa 2 mesi tra maggio e giugno. In questo periodo i maschi costruiscono dei nidi composti principalmente da frammenti di alghe che vengono disposte in una piccola cavità rocciosa circolare del diametro di circa 15 cm. Le femmine selezionano un nido e vi depongono le uova che sono immediatamente fecondate dal maschio. Avvenuta la fecondazione, il maschio provvede alla protezione delle uova fino alla loro schiusa, che avviene in genere in 3-4 giorni.
In funzione della taglia e dell'età, i maschi di S. ocellatus possono assumere quattro tipologie di comportamento:
- bourgeois o nest builder, di taglia maggiore, che costruiscono il nido e sviluppano cure parentali;
- satelliti o helper, di taglia intermedia, che collaborano con i costruttori nella difesa del nido e partecipano in misura minore alla fecondazione delle uova;
- parassiti, o sneaker, di piccola taglia, che fecondano le uova deposte nei nidi costruiti da altri maschi;
- non riproduttori, troppo piccoli per partecipare alla riproduzione.

I potenziali predatori possono essere individui cogenerici o altri labridi come Coris julis, Thalassoma pavo e Labrus bergylta.
Per quanto riguarda la composizione algale dei nidi un recente studio condotto all'interno della AMP Capo Gallo - Isola delle Femmine ha mostrato che le specie maggiormente utilizzate sono l'alga calcarea Jania rubens assieme a Dictyota linearis e Lophocladia lallemandii. Altre specie utilizzate in misura minore sono Corallina officinalis, Halopteris filicina, Cystoseira spp., Laurencia spp., Cladophora spp., Amphiroa spp. e Valonia spp.

### Alimentazione
Si nutre di crostacei, molluschi, idrozoi, briozoi e vermi.

## Pesca
Viene catturato in abbondanza con tramagli, nasse e lenze ma le carni, come gli altri labridi, non sono apprezzate se non per la zuppa di pesce.

## Acquariofilia
I colori sgargianti rendono questa specie particolarmente attraente per gli acquari marini mediterranei.

## Conservazione
La specie non è minacciata ed è comune in tutto l'areale.